# 章邦翰
章邦翰（1553年—1609年），字公佐，號中缶，江西南昌府南昌縣竹林人，民籍，明朝政治人物。

## 生平
萬曆四年丙子科江西鄉試第十八名，萬曆八年（1580年）登三甲第一百二十六名進士。礼部觀政，本年授官廣東潮陽縣知縣，十四年行取，选授广西道监察御史，十五年巡盐两浙，十六年十月升福建按察司佥事，丁憂归乡。二十年十一月复除湖广衡永道兵备佥事，二十三年二月升湖广右参议，二十四年十月升广东副使、巡视海道，二十八年九月升山东左参政、督理粮储，三十一年三月升本省按察使，三十五年三月升山东右布政使，三十六年轉雲南左布政使，未任，告病歸，次年卒。

## 家族
曾祖章德輝；祖父章用文；父章繼暘。母周氏。慈侍下。兄章邦屏、弟邦選、邦憲。